# Wonwoo
Jeon Wonwoo (hangul: 전원우; nascido em 17 de julho de 1996) mais conhecido como Wonwoo, é um rapper, cantor, dançarino e modelo sul-coreano. Em 2015, iniciou sua carreira musical como integrante do grupo masculino SEVENTEEN, formado pela agência Pledis Entertainment.

## Biografia
Wonwoo nasceu em 17 de julho de 1996 no distrito de Uichang, Changwon, capital da província de Gyeongsang do Sul, na Coreia do Sul. Sua família consiste em seu pai, mãe e um irmão dois anos mais novo, chamado Jeon Bo-Hyuk.
Ele foi criado e cresceu em sua cidade natal, onde completou o ensino primário na Sahwa School e o ensino médio na Palryong Middle School. Ele começou sua educação secundária na Moonsung High School mas depois de ser selecionado pela Pledis Entertainment, ele teve que se mudar para Seul e foi transferido para a Seoul School of Performing Arts (SOPA).
Ele é lembrado por seus ex-colegas de Palryong por performar as músicas Breath do grupo masculino B2ST e Rainism do cantor Rain durante um evento escolar com outros colegas de classe, e por sua personalidade reservada e boa aparência.
Wonwoo expressou durante um pequeno documentário filmado antes da estreia do Seventeen que ele se interessava por música desde criança, o que o levou anos depois a se matricular em um curso de violão em uma academia de música em Changwon com seus amigos. Em outra ocasião, ele relata que naquela época a Pledis Entertainment realizava testes em sua academia e apenas acompanhava um de seus amigos para dar apoio quando aparentemente chamou a atenção dos gerentes de elenco que sugeriram que ele também fizesse o teste. Wonwoo aceitou com a ideia de ganhar experiência e esse foi o primeiro teste que ele fez.
Ele se tornou trainee em 27 de novembro de 2011, mesmo ano de Mingyu e Hoshi, seus atuais companheiros de grupo.
No ano seguinte foi selecionado para fazer parte do novo projeto da agência chamado SEVENTEEN, grupo masculino que planejavam estrear e seria composto por 17 integrantes.

## Primeiros anos

### 2012: Aparições em videoclipes
Em 14 de março de 2012, o videoclipe de Face, single de debut do NU'EST, foi postado no YouTube.
No vídeo ele participa como um dos valentões da escola junto com outros trainees da Pledis, incluindo os atuais membros do Seventeen.
Meses depois, em 8 de maio de 2012, o EP de debut do grupo feminino HELLOVENUS intitulado Venus foi lançado junto com o videoclipe de mesmo nome. Ele aparece brevemente ao lado de Hoshi, Woozi, Mingyu e Seungkwan.
Possivelmente faz parte do videoclipe de My Copycat, música do Orange Caramel, já que outros integrantes do Seventeen podem ser encontrados no meio da multidão vista no vídeo.

### 2012-2014: 17TV
Wonwoo apareceu pela primeira vez publicamente como parte do Seventeen durante a transmissão especial de Natal da 17TV no UStream em 24 de dezembro de 2012, juntamente com outros 10 meninos.
A 17TV começou oficialmente a transmitir em 7 de janeiro de 2013. As transmissões foram realizadas em uma sala de ensaios onde os trainees podiam ser vistos realizando diversas atividades enquanto praticavam e se preparavam para o debut.
Inicialmente os nomes eram desconhecidos do público então eles tinham apelidos, o de Wonwoo era Mr. Beanie porque ele frequentemente usava touca. Mais tarde, durante a transmissão do dia 27 de fevereiro de 2013, ele revelou seu nome verdadeiro.

### 2014-2015: Aparições em programas musicais
Antes de estrear, Wonwoo aparece em diversas apresentações de artistas de sua agência em programas musicais.
Em 2014, junto com Lim Nayoung, ex-trainee da Pledis e ex-membro do I.O.I e Pristin, participou da apresentação em 12 de junho no M Countdown a música A Midsummer Night's Sweetness do rapper San E e da cantora Raina do After School. Nesse mesmo dia, ele aparece no programa Picnic Live do canal MBC M.
Ele participa pela última vez da apresentação do Show! Music Core no dia 14 de junho e no dia 14 de janeiro de 2015 faz parte de uma apresentação especial durante o KBS Song Festival o festival de fim de ano da rede KBS World junto com S.Coups, Jun, Hoshi, Mingyu e Vernon, e outros ex-trainees da Pledis e ex-membros do Pristin e/ou I.O.I, incluindo Nayoung.
Durante 2014, ele também participou das promoções de My Copycat, música da sub-unit do After School chamada Orange Caramel. Ele pode ser visto entre vários trainees da agência durante a apresentação de 22 de agosto no Music Bank e a apresentação de 24 de agosto no Inkigayo, e novamente na apresentação de 31 de agosto no Inkigayo, acompanhado por S.Coups, Hoshi, Woozi, Mingyu e Vernon.

## Carreira musical

### Debut
Wonwoo estreou em 26 de maio de 2015 como membro do Seventeen e da unidade Hip-Hop, formada pelos principais rappers do grupo.
Ele é creditado no KOMCA como letrista por sua participação na produção de "Ah Yeah", música que faz parte do mini-álbum de debut do grupo, 17 Carat.
As promoções do single promocional, Adore U, duraram 2 meses, período durante o qual foi apresentado em diversos programas musicais, rádios e festivais. Ele também participou do episódio 166 do After School Club, transmitido pela Arirang TV.

#### Retorno com Boys Be
Seventeen retornou em 10 de setembro de 2015, após quase 3 meses desde o lançamento de 17 Carat, com seu segundo mini-álbum intitulado Boys Be e Mansae como faixa-título. Assim como em 17 Carat, Wonwoo é creditado no KOMCA como letrista de Fronting, música do álbum interpretada pela unidade Hip-Hop, mas nesta ocasião também colaborou com as letras de Mansae e Rock.
Mansae estreou em #67 lugar no Top 100 do MelOn, sendo a primeira entrada do grupo nas paradas daquela plataforma, o que indicava crescente interesse do público. Eles também foram indicados várias semanas para o primeiro lugar no programa musical The Show, infelizmente não ganharam mas um crescimento notável foi demonstrado desde a estreia.
Durante as promoções de Mansae, Wonwoo participou do episódio 222 do popular programa Weekly Idol, onde Seventeen foi convidado pela primeira vez. O episódio registrou 28,1% de audiência, reforçando a popularidade do grupo.

#### Primeiro concerto
De 24 a 26 de dezembro de 2015, Seventeen realizou seu primeiro show pós-debut, chamado "LIKE SEVENTEEN: Boys Wish", com 4 shows no Yongsan Art Hall em Seul, diante de um público de 3.200 pessoas por show. Apresentaram músicas lançadas durante o ano como grupo e unidades, e realizaram outras apresentações especiais onde revelaram músicas inéditas.

##### Participação de Wonwoo no show 'LIKE SEVENTEEN: Boys Wish'.
| Canção                                            | Notas                            |
| ------------------------------------------------- | -------------------------------- |
| Mansae                                            | com Seventeen                    |
| Shining Diamond                                   | com Seventeen                    |
| Rock                                              | com Seventeen                    |
| "All I want for Christmas is you" de Mariah Carey | com Seventeen                    |
| "Bindaetteok Gentleman" de Han Bok-Nam            | com Seventeen                    |
| Fast Pace (novo)                                  | com Seventeen                    |
| No F.U.N                                          | com Seventeen                    |
| Adore U                                           | com Seventeen                    |
| Fronting (versão do grupo)                        | com Seventeen                    |
| "One Love" de 1TYM                                | ao lado de S.Coups, Woozi e Dino |
| Space (novo)                                      | junto com a unidade Hip-Hop e DK |
| Ah Yeah                                           | junto com a unidade Hip-Hop      |
| "Believe Me" de Lil Wayne                         | junto com a unidade Hip-Hop      |
| "Lotto (Remix ver.)" Mixtape                      | junto com a unidade Hip-Hop      |
| "Black Skinhead" de Kanye West                    | junto com a unidade Hip-Hop      |
| Monday To Saturday (novo)                         | junto com a unidade Hip-Hop      |
| "A midsummer night's sweetness (Remix)" Mixtape   | junto com a unidade Hip-Hop      |
| "Bucket List (feat. Vernon)" de Bumzu             | com Vernon e Bumzu               |

Concluíram 2015 com seu primeiro show e como convidados do Mnet Asian Music Awards (MAMA) que aconteceu no dia 2 de dezembro de 2015 em Hong Kong, na ocasião foram indicados na categoria "Rookie of the Year", embora não tenham não venceram, eles se apresentaram junto com MONSTA X, outro grupo masculino que estreou naquele ano pela agência Starship Entertainment.

### 2016: Primeira apresentação individual
Nos primeiros meses de 2016, o grupo foi convidado e se apresentou em diversas cerimônias de premiação, indicados nas categorias estreante.
No dia 16 de janeiro de 2016 aconteceu o 25º Seoul Music Awards, onde se apresentaram e venceram sua categoria pela primeira vez. Nessa mesma noite, Wonwoo também apresentou Auditory Hallucination, música que faz parte da trilha sonora de Kill Me, Heal Me, ao lado do cantor Jang Jae-In, onde executou as partes pertencentes ao rapper NaShow.

#### Retorne com Love & Letter
Antes do final da transmissão de One Fine Day: 13 Castaway Boys, transmitido de 15 de fevereiro de 2016 a 11 de abril de 2016 na MBC Music, em 18 de março de 2016 foi relatado que Seventeen faria seu retorno com seu primeiro álbum de estudo em Abril.
Em 25 de abril de 2016, foi lançado o primeiro álbum de estúdio do grupo chamado Love & Letter, com Pretty U selecionada como faixa-título e seu respectivo videoclipe. Wonwoo neste álbum aparece creditado como letrista do KOMCA por sua participação nas letras de Chuck, Still Lonely, e uma nova versão de Mansae interpretada pela unidade Hip-Hop, Monday To Saturday, que eles apresentaram pela primeira vez no anterior. ano no show LIKE SEVENTEEN: Boys Wish.
Pretty U estreou em terceiro lugar no Top 100 do MelOn e as vendas físicas do álbum alcançaram 80.000 cópias vendidas na primeira semana no Hanteo. Com notável crescimento tanto na performance digital quanto nas vendas físicas, no dia 4 de maio de 2016 obtiveram sua primeira vitória em um programa musical sul-coreano, ficando em primeiro lugar no Show Champion.

#### Controvérsia
No dia 8 de maio de 2016, em meio às promoções de Love & Letter, vieram à tona comentários maliciosos que Wonwoo fez em sites coreanos nos anos em que cursava o ensino fundamental, antes de se tornar estagiário da Pledis.
Nos comentários, ele criticou e zombou da aparência das integrantes do Girls' Generation, insinuando que elas eram feias.
Recebeu duras críticas de fãs e internautas do Girls' Generation. Logo, em 9 de maio, Wonwoo postou uma carta manuscrita no fancafe do Seventeen como um pedido de desculpas, onde expressou o seguinte:
"Olá, meu nome é Wonwoo.
Primeiro quero pedir desculpas a todos que magoei com esse problema.
Escrevo isso porque achei justo admitir meu erro, pedir desculpas e receber punição em vez de dar desculpas como se fosse um erro de quando eu era jovem e não fosse algo que eu lembrasse.
Embora eu tenha escrito isso quando era jovem, foi algo que escrevi. Sinto muito pelo Girls' Generation, seus fãs e Carat.
Também sinto muito pelos nossos membros que trabalharam duro para fazer do SEVENTEEN o que é agora.
Agora que penso nisso, eu era muito imaturo.
Pensei levemente naqueles que apareceram na televisão e não achei que as palavras que disse iriam machucar alguém.
Aprendi sobre o peso que as pessoas assumem no palco depois que me tornei um estudante do ensino médio e comecei meu treinamento para ser membro do SEVENTEEN.
Aprendi sobre o significado de estar no palco depois de entender o coração das pessoas que sobem nele e aprender o quão duro tantas pessoas trabalham para que apenas uma pessoa suba no palco, e comecei a entender e respeitar o quão incrível é que o Girls' Generation está lá.
Também aprendi a responsabilidade desse papel quando senti o amor dos fãs, e quando comecei a sentir a atenção do público, aprendi a influência e o peso até de um comentário, e o coração de quem o lê.
Por isso estou refletindo e sinto muito. Não me atrevo a pedir perdão; Eu só quero continuar refletindo sobre minhas ações e pedir desculpas ao Girls' Generation.
Mesmo quando olho para aquelas palavras que deixei de fora sem pensar, elas estão erradas e sei que minhas ações poderiam ter magoado alguém. Estou com vergonha de levantar a cabeça, meu coração cheio de desculpas pesando no peito.
Vou trabalhar duro para não decepcionar novamente. Lerei e nunca esquecerei todas as censuras contra minhas ações e conselhos imaturos.
Espero que você continue me ensinando.
Peço desculpas mais uma vez. Desculpe."
Pledis comentou:
“Mais do que um pedido de desculpas por meio da agência, ele queria se desculpar pessoalmente, e achamos que essa seria a melhor forma de transmitir o coração de Wonwoo. Esperamos que com estas palavras seja transmitida a sua sinceridade, mesmo que só um pouco.”
Seventeen concluiu as promoções com sucesso para Pretty U e seu primeiro álbum em 29 de maio de 2016.

### Problemas de saúde e interrupção de atividades
No dia 3 de junho de 2016, Pledis informou através do fancafe do Seventeen que Wonwoo não compareceria ao Dream Concert que aconteceu no dia 4 de junho daquele ano, nem à sessão de autógrafos no dia seguinte, pois havia sido diagnosticado com gastrite aguda.
Eles escreveram o seguinte:
“Wonwoo de repente sentiu uma dor de estômago no meio da noite e foi diagnosticado com gastrite aguda quando visitou o hospital. Ele está atualmente se recuperando. Wonwoo insistiu em cumprir seus compromissos, mas como sua saúde está em primeiro lugar, decidimos que ele não participará de nenhum evento de sua agenda até domingo. “Faremos o que for preciso para que ele recupere a saúde e possa se apresentar diante dos fãs novamente em breve."
No dia 15 de junho, após o anúncio do lançamento do primeiro álbum repackaged do grupo, a agência fez uma declaração oficial sobre o estado de saúde de Wonwoo:
Olá. Somos a Pledis Entertainment.
Foi decidido que Wonwoo, membro do SEVENTEEN, não fará promoções de transmissão por enquanto, para ter uma recuperação saudável.
Gostaríamos de pedir desculpas aos fãs que apreciam e amam Wonwoo por dar esta notícia repentina, bem como a anterior sobre sua saúde.
Após o diagnóstico de gastrite aguda, Wonwoo fez um check-up para se recuperar. O check-up revelou que ele perdeu stamina (resistência) e foi determinado que ele precisava de um tempo para descansar, não conseguindo continuar as promoções com o restante do grupo após uma longa discussão com Wonwoo.
Wonwoo estava descansando para se recuperar e curar de sua gastrite aguda. Com a intenção de ingressar nas promoções do álbum, participou da gravação e filmagem do videoclipe. No entanto, acreditamos que os programas musicais e horários de transmissão seriam demais para Wonwoo enquanto ele continua a se recuperar. Aconselhamos que você descanse pela sua saúde e pelo seu futuro.
Wonwoo mostrou muita vontade de se juntar aos seus pares nas promoções, mas não estará nesta ocasião para se recuperar totalmente e ficar com o SEVENTEEN por muito tempo. Portanto, as promoções de transmissão do álbum repackage do SEVENTEEN estão planejadas para contar com 12 membros. Wonwoo retornará depois de estar totalmente recuperado.
Pedimos desculpas mais uma vez por causar preocupação aos fãs. Por favor, apoiem Wonwoo e SEVENTEEN.
Obrigado."

### 2021: Primeiro single digital
Em 28 de maio de 2021, ele lançou o single digital Bittersweet com Mingyu, que incluía a cantora Lee Hi como artista convidada, que emprestou sua voz ao refrão da música.
Bittersweet é descrita como uma balada pop mid-tempo, composta por Bumzu com arranjos de Nmore. Wonwoo participou da escrita das letras, que buscam ilustrar o dilema entre amor e amizade.
No mesmo dia, o videoclipe da música, dirigido por Kim Jong-Kwan, renomado diretor e roteirista sul-coreano, foi publicado no YouTube. Estrelado por Wonwoo, Mingyu e a atriz Han So-hee, os três interpretam um pequeno grupo de amigos e buscam representar o dilema colocado pela letra da música.
O vídeo chamou a atenção pela inspiração cinematográfica que o diretor captou, muitos notaram a forte influência do filme Chungking Express do famoso diretor de Hong Kong, Wong Kar-Wai.
A música está atualmente disponível nas plataformas musicais mais populares e tem mais de 40 milhões de visualizações no Spotify, onde alcançou a posição #24 na lista global Viral 50 após seu lançamento.

## Discografia

### Digital singles

#### com outros artistas
| Ano  | Título                   | Canção                  | Artista convidado |
| ---- | ------------------------ | ----------------------- | ----------------- |
| 2021 | "Bittersweet" com Mingyu | Bittersweet feat Lee Hi | Lee Hi            |

## Trabalho como modelo

### 2016: QG
Wonwoo foi o primeiro membro do Seventeen a ter uma sessão de fotos individual.
Na edição de março da revista GQ Korea de 2016, Wonwoo mostrou pela primeira vez suas habilidades de modelo exibindo várias poses durante as filmagens, que também incluíram uma curta entrevista.

### 2022-presente: Huxley
No dia 17 de novembro de 2022, a marca coreana de cosméticos para a pele Huxley divulgou fotos em suas redes sociais oficiais com pistas indicando a nova cara da marca.
No dia seguinte foi revelado que Wonwoo se tornou o novo modelo e embaixador da marca.

## Vida pessoal

### Família
Wonwoo nunca foi mostrado publicamente com ninguém de sua família, no entanto, seus pais são reconhecidos graças às breves aparições antes da debut do Seventeen e por participarem de eventos do grupo, como shows.
O pai de Wonwoo apareceu na transmissão de 22 de fevereiro de 2013 da primeira temporada da 17 TV, apresentando-se como o pai do Mr. Bean
Bo-Hyuk, irmão mais novo de Wonwoo, era conhecido por participar de alguns eventos do Seventeen e por pequenos trabalhos de modelo quando era mais jovem. Atualmente, ele envia vlogs no YouTube com sua namorada no canal HYEOKIIHYEONY.
Embora Wonwoo nunca tenha aparecido publicamente com Bo-Hyuk, ele o mencionou nas plataformas do grupo, como Weverse, onde até pediu aos fãs que o parabenizassem pelo seu aniversário.
No dia 6 de abril de 2022, através das redes sociais oficiais do grupo, Pledis informou que a mãe de Wonwoo havia falecido por uma doença durante a manhã daquele dia.
A mãe de Wonwoo era a menos visível em público, mas foi reconhecida por aparecer em fotos que os fãs tiraram durante a formatura de Wonwoo, onde alguns de seus colegas de grupo também apareceram no início de 2015.
O pai e a mãe apareceram no último episódio de 17 Project: Debut Big Plan junto com o resto dos pais dos meninos.
Recentemente, Wonwoo postou fotos em sua conta do Instagram com o novo animal de estimação de sua família. No segundo episódio de Game Caterers, ele revelou que seu pai tinha interesse em jogar golfe, por isso deu um taco e bolas de golfe para ele em uma das partidas do programa.

### Amizades
Sua estreita amizade com I.M, membro do MONSTA X, é conhecida. Ele também é amigo do Baekho seu colega de gravadora.